# Députés de l'arrondissement de Charleroi
Vous pouvez aider à l'améliorer ou bien discuter des problèmes sur sa page de discussion.
- Il ne cite pas suffisamment ses sources. Vous pouvez indiquer les passages à sourcer avec {{référence nécessaire}} ou {{Référence souhaitée}}, et inclure les références utiles en les liant aux notes de bas de page. (Marqué depuis septembre 2016)

- Archive Wikiwix
- Bing
- Cairn
- DuckDuckGo
- E. Universalis
- Gallica
- Google
- G. Books
- G. News
- G. Scholar
- Persée
- Qwant
- (zh) Baidu
- (ru) Yandex
- (wd) trouver des œuvres sur Wikidata

## Députés de l’arrondissement de Charleroi (1894-1995)
L’arrondissement de Charleroi pour la chambre des représentants  a été instauré en 1831 et est resté d’application jusqu’à la réforme des circonscriptions électorales  votée en 1993.
Cet arrondissement est actuellement utilisé pour l’élection de 9 députés au Parlement de Wallonie.
La date reprise pour le début du mandat est celle de la prestation de serment et non pas celle de l’élection.
| Nom                          |  | Parti                                      | durée du mandat                                                                                       |
| Raoul Baligand               |  | Parti communiste de Belgique               | 8 mars 1946 - 26 juin 1949                                                                            |
| André Baudson                |  | PSB puis PS                                | 23 avril 1968 - 24 novembre 1991                                                                      |
| Oscar Behogne                |  | Démocrate-Chrétien puis PSC                | 13 avril 1939 - 23 mai 1965                                                                           |
| Émile Bertaux                |  | Parti libéral                              | 3 juillet 1900 - 29 mai 1904                                                                          |
| Jean Bodart                  |  | Démocrate-Chrétien                         | 12 novembre 1929 - 17 juillet 1933 (démission) et 23 juin 1936 - 2 avril 1939                         |
| Georges Bohy                 |  | POB puis PSB                               | 22 janvier 1936 - 31 mars 1968                                                                        |
| Maurice Brasseur             |  | PSC                                        | 12 juillet 1949 - 23 mai 1965                                                                         |
| Alphonse Briart              |  | Parti libéral                              | 4 aout 1914 - 16 novembre 1919 et 12 février 1925 - 24 mai 1936                                       |
| Raymond Brimant              |  | PSC                                        | 12 janvier 1971 - 17 avril 1977                                                                       |
| Émile Brunet                 |  | POB                                        | 24 juillet 1912 - 10 mai 1945                                                                         |
| Marcel Bufquin des Essarts   |  | PSB                                        | 23 mai 1945 - 17 février 1946                                                                         |
| Émile Buisset                |  | Parti libéral et Cartel socialiste-libéral | 8 novembre 1904 - 7 février 1925                                                                      |
| Philippe Busquin             |  | PS                                         | 11 janvier 1979 - 21 mai 1995                                                                         |
| Jean Caeluwaert              |  | POB                                        | 13 novembre 1894 - 20 novembre 1918                                                                   |
| Alfred Califice              |  | PSC                                        | 10 juin 1965 - 17 décembre 1978                                                                       |
| Ferdinand Cavrot             |  | POB                                        | 13 novembre 1894 - 27 mai 1900, 11 novembre 1902 - 29 mai 1904 et 17 juin 1908 - 24 septembre 1918    |
| Philippe Charlier            |  | PSC                                        | 5 janvier 1988 - 21 mai 1995                                                                          |
| Jacques Collart              |  | PS                                         | 27 novembre 1981 - 21 mai 1995                                                                        |
| Anne-Marie Corbisier         |  | PSC                                        | 5 janvier 1988 - 21 mai 1995                                                                          |
| Clotaire Cornet              |  | Parti libéral puis PLP                     | 27 avril 1954 - 7 novembre 1971                                                                       |
| Jean-Baptiste Cornez         |  | Parti communiste de Belgique               | 23 novembre 1945 - 17 février 1946                                                                    |
| Philippe Dallons             |  | ECOLO                                      | 31 octobre 1985 - 29 janvier 1987                                                                     |
| René de Cooman               |  | PSB                                        | 12 juillet 1949 - 31 mars 1968                                                                        |
| Joseph Dedoyard              |  | PSB                                        | 8 mars 1946 - 26 mars 1961                                                                            |
| Yves Delforge                |  | ECOLO                                      | 29 janvier 1987 - 13 décembre 1987                                                                    |
| Fernand Demany               |  | Parti communiste de Belgique               | 8 mars 1946 - 4 juin 1950                                                                             |
| Désiré Desellier             |  | Parti communiste de Belgique               | 23 juin 1936 - 12 novembre 1942 (décédé à Dachau)                                                     |
| Jules Destrée                |  | POB                                        | 13 novembre 1894 - 2 janvier 1936                                                                     |
| Fernand Devillers            |  | PSC                                        | 20 juin 1950 - 11 avril 1954, 18 juin 1958 - 26 mars 1961 et 10 juin 1965 - 31 mars 1968              |
| Edmond Dewandre              |  | Parti libéral et Cartel socialiste-libéral | 8 novembre 1904 - 24 mai 1908 et 24 juillet 1912 - 24 mai 1914                                        |
| Adolphe Drion du Chapois     |  | Parti catholique                           | 3 juillet 1900 - 27 avril 1909                                                                        |
| Ernest Drion du Chapois      |  | Parti catholique                           | 28 avril 1909 - 16 novembre 1919 et 20 novembre 1921 - 2 avril 1939                                   |
| Daniel Ducarme               |  | PRL                                        | 16 décembre 1991 - 21 mai 1995                                                                        |
| René Dupriez                 |  | Parti libéral                              | 12 juillet 1949 - 4 juin 1950                                                                         |
| Georges Dutry                |  | ECOLO                                      | 31 octobre 1985 - 29 janvier 1987                                                                     |
| Armand Duvieusart            |  | Parti catholique                           | 22 janvier 1929 - 26 mai 1929                                                                         |
| Étienne Duvieusart           |  | Rassemblement Wallon                       | 28 mars 1974 - 17 avril 1977                                                                          |
| Jean Duvieusart              |  | Parti catholique puis PSC                  | 20 septembre 1944 - 26 juin 1949                                                                      |
| Corneille Embise             |  | POB puis PSB                               | 20 décembre 1932 - 24 mai 1936, 20 septembre 1944 - 26 juin 1949 et 20 juin 1950 - 11 avril 1954      |
| Victor Ernest                |  | POB                                        | 11 décembre 1918 - 14 aout 1940                                                                       |
| Léopold Fagnart              |  | POB                                        | 13 novembre 1894 - 29 novembre 1899                                                                   |
| Édouard Falony               |  | POB                                        | 10 décembre 1919 - 27 novembre 1932                                                                   |
| Robert Fesler                |  | POB                                        | 26 mai 1929 - 13 décembre 1931                                                                        |
| Léon Furnémont               |  | POB                                        | 13 novembre 1894 - 29 mai 1904                                                                        |
| Arthur Gailly                |  | POB puis PSB                               | 23 juin 1936 - 26 mars 1961                                                                           |
| Georges Glineur              |  | Parti communiste de Belgique               | 8 mars 1946 - 1er juin 1958, 18 avril 1961 - 7 novembre 1971 et 11 janvier 1979 - 8 novembre 1981     |
| Henri Glineur                |  | Parti communiste de Belgique               | 20 décembre 1932 - 17 février 1946                                                                    |
| Ernest Glinne                |  | PSB puis PS                                | 18 avril 1961- 5 mars 1980 et 28 mars 1983 - 27 juin 1984                                             |
| Gérard le Hardÿ de Beaulieu  |  | PSC                                        | 11 janvier 1979 - 13 décembre 1987                                                                    |
| Lucien Harmegnies            |  | PSB puis PS                                | 18 juin 1958 - 17 avril 1977                                                                          |
| Marc Harmegnies              |  | PSB puis PS                                | 5 mai 1977 - 17 décembre 1978 et 5 mars 1980 - 21 mai 1995                                            |
| Fernand Helguers             |  | Rassemblement Wallon                       | 25 novembre 1971 - 17 décembre 1978                                                                   |
| Jean-Pol Henry               |  | PS                                         | 28 avril 1983 - 21 mai 1995                                                                           |
| Yvan Henry                   |  | PSB                                        | 18 avril 1961 - 23 mai 1965                                                                           |
| Raoul Hicguet                |  | PSB                                        | 12 juillet 1949 - 7 novembre 1971                                                                     |
| Claude Hubaux                |  | PLP                                        | 10 juin 1965 - 17 avril 1977                                                                          |
| Étienne Knoops               |  | Rassemblement Wallon puis PRLW puis PRL    | 23 avril 1968 - 10 mars 1974 et 5 mai 1977 - 21 mai 1995                                              |
| Yvonne Lambert               |  | PSB                                        | 27 avril 1954 - 23 mai 1965                                                                           |
| Pierre Lambillotte           |  | POB                                        | 13 novembre 1894 - 13 décembre 1919                                                                   |
| Philippe Laurent             |  | PSC                                        | 5 janvier 1988 - 24 novembre 1991                                                                     |
| Edmond Leclercq              |  | Parti libéral                              | 20 décembre 1932 - 6 mai 1947                                                                         |
| Roland Lemoine               |  | PS                                         | 27 juin 1984 - 13 octobre 1985                                                                        |
| Henri Léonard                |  | POB                                        | 13 novembre 1894 - 20 aout 1926                                                                       |
| Michel Levie                 |  | Parti catholique                           | 3 juillet 1900 – 20 novembre 1921                                                                     |
| Alfred Lombard               |  | POB                                        | 10 décembre 1919 - 20 novembre 1921 et 5 mai 1925 - 24 mai 1936                                       |
| Fernand Masquelier           |  | Parti libéral                              | 13 avril 1939 - 17 février 1946 et 6 mai 1947 - 1er juin 1958                                         |
| Philippe Maystadt            |  | PSC                                        | 5 mai 1977 - 24 novembre 1991                                                                         |
| Marcel Meuter                |  | Rassemblement Wallon                       | 25 novembre 1971-10 mars 1974                                                                         |
| Georges Michaux              |  | Parti catholique                           | 23 juillet 1933 - 24 mai 1936 et 13 avril 1939 jusqu’à son décès durant la seconde guerre mondiale    |
| Robert Moreau                |  | Rassemblement Wallon                       | 10 juin 1965 - 8 novembre 1981                                                                        |
| Paul Pastur                  |  | POB                                        | 16 janvier 1900 - 27 mai 1900                                                                         |
| Arthur Pater                 |  | Parti libéral                              | 6 décembre 1921 - 27 novembre 1932                                                                    |
| Charles Petitjean            |  | PRL                                        | 27 novembre 1981 - 13 décembre 1987                                                                   |
| Maurice Pirmez               |  | Parti catholique                           | 8 novembre 1904 - 22 décembre 1928                                                                    |
| Francis Poty                 |  | PS                                         | 16 décembre 1991 - 21 mai 1995                                                                        |
| Nicolas Souplit              |  | POB                                        | 28 novembre 1918 -15 avril 1925, 19 octobre 1926 - 26 mai 1929 et 22 décembre 1931 - 27 novembre 1932 |
| Prosper Teughels             |  | REX                                        | 23 juin 1936 - 2 avril 1939                                                                           |
| Léopold Tibbaut              |  | PSB                                        | 23 avril 1968 - 17 décembre 1978                                                                      |
| Jean-Claude Van Cauwenberghe |  | PSB puis PS                                | 5 mai 1977 - 28 avril 1983                                                                            |
| Jacques Van Gompel           |  | PS                                         | 11 janvier 1979 - 28 mars 1983                                                                        |
| Eugène Van Walleghem         |  | POB puis PSB                               | 10 décembre 1919 - 26 juin 1949                                                                       |
| Émile Vandervelde            |  | POB                                        | 13 novembre 1894 - 27 mai 1900                                                                        |

## Source
- Documents Parlementaires, Chambre des représentants,